# Gabriele Winkler (Richterin)
Gabriele Winkler (geboren am 7. Oktober 1944) ist eine deutsche Juristin. Sie war seit 1989 Richterin und bis zu ihrem Ruhestand 2009 Vorsitzende Richterin am Bundespatentgericht in München.

## Richterin am Bundespatentgericht
Winkler war Regierungsdirektorin, als sie am 21. Juli 1989 ans Bundespatentgericht in München berufen wurde.
Sie war 1996 rechtkundiges Mitglied im 4. Senat, einem Juristischen Beschwerde- und Nichtigkeitssenat und im 33. Senat, einem Beschwerdesenat für Sortenschutzsachen. Zudem vertrat sie das rechtskundige Mitglied des 11. Senats und des 12. Senats, beides Technische Beschwerdesenate. Von 1997 bis 1999 war sie im 4. Senat sowohl rechtskundiges Mitglied als auch ständige Vertreterin des Vorsitzenden. Im Jahr 2000 war sie Richterin und ständige Vertretung des Vorsitzenden im 10. Senat, einem Juristischen Beschwerde-Senat.
Am 3. Juli 2000 wurde Winkler zur Vorsitzenden Richterin ernannt. Sie nahm das Amt im 32. Senat, einem Marken-Beschwerdesenat, bis 2004 wahr. Von 2005 bis 2008 war sie Vorsitzende Richterin im 4. Senat, inzwischen nur noch Nichtigkeitssenat. Sie trat Anfang 2009 in den Ruhestand.
Winkler war zudem Vorsitzende der Beschwerdekammer des Gemeinschaftlichen Sortenamtes.

## Veröffentlichung
Gemeinschaftsrechtlicher Sortenschutz: Eine Erfolgsgeschichte mit Wermutstropfen. In: Achim Bender (Hrsg.): Festschrift 50 Jahre Bundespatentgericht. Heymanns, Köln 2011, ISBN 978-3-452-27526-4, S. 1099 ff.